# Ballada o Narayamie (film 1983)
Ballada o Narayamie (jap. 楢山節考 Narayama bushikō) – japoński dramat filmowy z 1983 roku w reżyserii Shōhei Imamury. Adaptacja powieści Shichirō Fukazawy i remake jej ekranizacji pod tym samym tytułem z 1958 roku w reżyserii Keisuke Kinoshity.

## Fabuła
W niewielkiej wiosce każdy, kto osiągnie wiek 70 lat musi ją opuścić, w celu udania się na szczyt pewnej góry, aby tam umrzeć. Jeśli ktokolwiek odmówi, przyniesie wstyd swojej rodzinie. Staruszka Orin jest w wieku 69 lat. Najbliższej zimy i na nią przychodzi czas odbyć ostatnią podróż. Jednak wpierw musi ona się upewnić, czy jej najstarszy syn Tatsuhei znalazł dla siebie żonę.

## Obsada
- Ken Ogata – Tatsuhei
- Sumiko Sakamoto – Orin
- Tonpei Hidari – Risuke
- Aki Takejo – Tamayan
- Shoichi Ozawa – Katsuzō
- Fujio Tokita – Jinsaku
- Sanshō Shinsui – Tadayan
- Seiji Kurasaki – Kesakichi
- Junko Takada – Matsuyan
- Mitsuko Baisho – Oei
- Taiji Tonoyama – Teruyan
- Casey Takamine – Arayashiki
- Nenji Kobayashi – Tsune
- Nijiko Kiyokawa – Okane
- Akio Yokoyama – Amaya

## Produkcja
Zdjęcia do filmu kręcono w prefekturach Nagano i Niigata.